# FFH-Gebiet Ahrenviölfelder Westermoor
Das FFH-Gebiet Ahrenviölfelder Westermoor ist ein NATURA 2000-Schutzgebiet in Schleswig-Holstein im Kreis Nordfriesland im Norden der Gemeinde Ahrenviölfeld. Es hat eine Fläche von 69 ha. Die Westgrenze bildet die Kreisstraße K69, Bordelumer Straße. Die Nordgrenze bildet das als Vorfluter angelegte Fließgewässer Grumsholmer Bek, die Ostgrenze ein asphaltierter Wirtschaftsweg, an den sich nach Osten eine intensiv genutzte Ackerfläche anschließt. Der Wirtschaftsweg knickt an der Südostecke des FFH-Gebietes nach Westen ab und endet an der K69. Die größte Ausdehnung liegt in Ostwestrichtung mit 1,12 km, der höchste Punkt an der Südgrenze mit 9 m über NN, während der restliche Bereich zwischen 7 und 8 m über NN liegt. Das FFH-Gebiet liegt im Naturraum Schleswigsche Geest und darunter in der Landschaft Schleswiger Vorgeest. Von Nord nach Süd durchzieht ein unbefestigter Moorlehrpfad mit zwei nach Osten führenden Stichwegen das Moor. Das Gebiet besteht aus einem Mosaik aus degeneriertem Hochmoor mit Pfeifengras, Bruchwald, vereinzelt auftretenden Niedermoorflächen im Westen und Landröhricht im Süden. Im Zentrum und Norden befinden sich ständig mit Wasser gefüllte ehemalige Torfstiche. An der Südwestecke besteht eine Fläche von 2,4 ha aus intensiv genutztem artenarmen Grünland, an der Südostecke eine 2,6 ha große Fläche aus extensiv genutzten mesophilem Grünland. Das Moor ist der Rest eines früher wesentlich größeren Moorgebietes an der Wasserscheide zwischen der Arlau und der Treene. Das FFH-Gebiet hat die Nr. 62 in der Liste der FFH-Gebiete gemäß EG-Wasserrahmenrichtlinie RL 92/43/EWG mit dem Code DE_PH_1421-304 im Bewirtschaftungsplan für die Flussgebietseinheit Trave.

## FFH-Gebietsgeschichte und Naturschutzumgebung

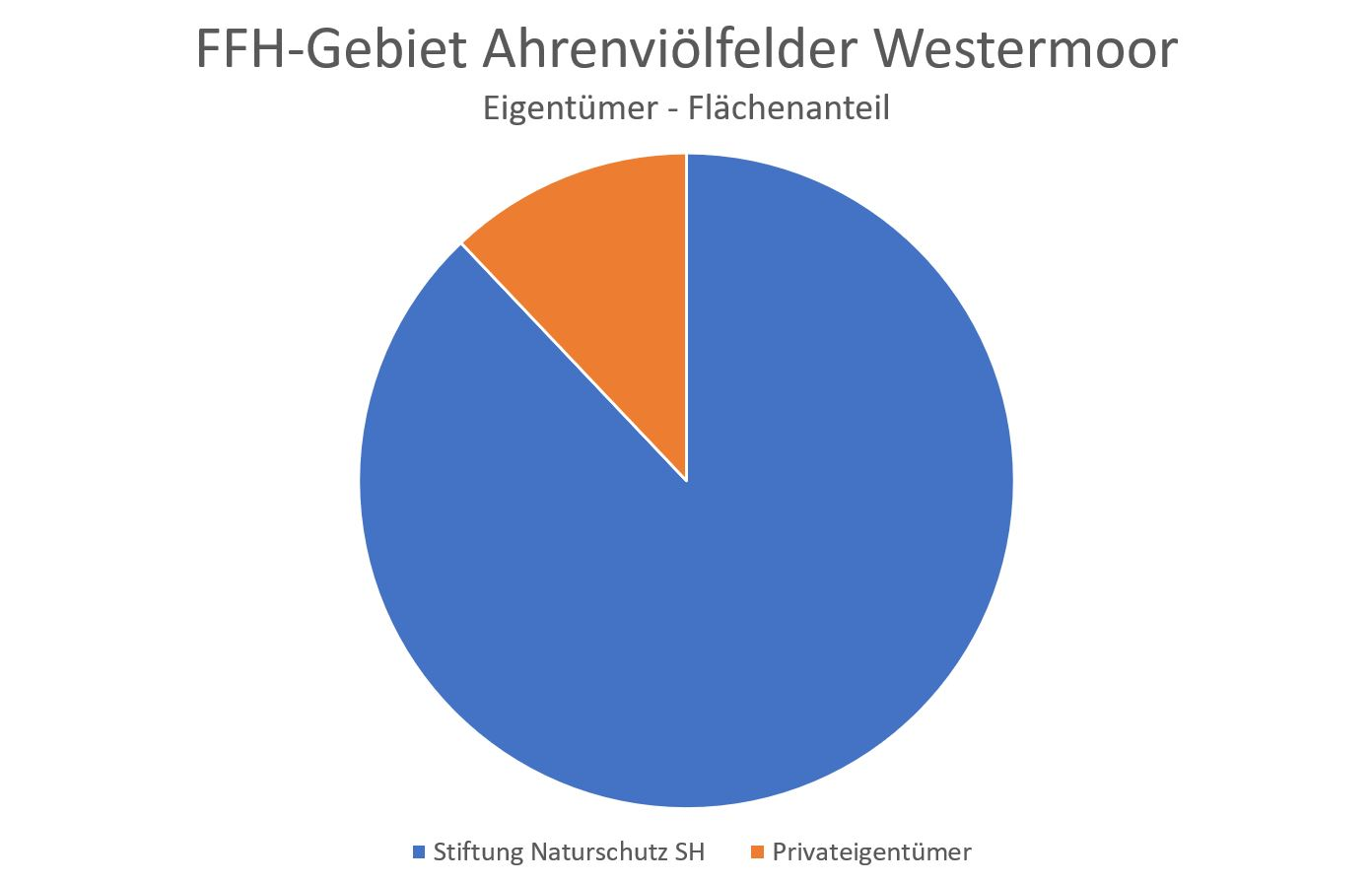
Eigentümer

Der NATURA 2000-Standard-Datenbogen für dieses FFH-Gebiet wurde im Juni 2004 vom Landesamt für Landwirtschaft, Umwelt und ländliche Räume (LLUR) des Landes Schleswig-Holstein erstellt, im September 2004 als Gebiet von gemeinschaftlicher Bedeutung (GGB) vorgeschlagen, im November 2007 von der EU als GGB bestätigt und im Januar 2010 national nach § 32 Absatz 2 bis 4 BNatSchG in Verbindung mit § 23 LNatSchG als besonderes Erhaltungsgebiet (BEG) bestätigt. Der Managementplan für das FFH-Gebiet wurde am 26. Mai 2011 veröffentlicht. Das FFH-Gebiet beinhaltet das am 24. Oktober 1989 geschaffene Naturschutzgebiet Ahrenviölfelder Westermoor. Auf Grund seiner Lage abseits der Hauptverkehrsstraßen und jeweils 15 km von Husum und Schleswig entfernt, wird das FFH-Gebiet hauptsächlich von Spaziergängern und Radfahren der Umgebung genutzt. Am Südrand, 50 m östlich des Beginns des Moorlehrpfades, befindet sich ein kleiner Rastplatz mit Ruhebänken und eine Informationstafel des landesweiten Besucherinformationssystems (BIS) für Naturschutzgebiete und NATURA 2000-Gebiete in Schleswig-Holstein. In der Gebietsmitte und am Nordende des Moorlehrpfades, wo auch ein kleiner Parkplatz an der K69 ist, befinden sich weitere BIS-Tafeln. Das BIS-Faltblatt 54-64 vom Juli 2017 mit vielen Informationen und Bildern aus dem FFH- und Naturschutzgebiet Ahrenviölfelder Westermoor kann kostenlos im Internet als PDF heruntergeladen werden. Als Betreuer geschützter Gebiete in Schleswig-Holstein gem. § 20 LNatSchG hat das LLUR für dieses Naturschutzgebiet den Verein für Naturschutz und Landschaftspflege – Mittleres Nordfriesland e.V. bestimmt. Im Januar 2019 hat sich der Verein Runder Tisch Naturschutz Nordfriesland e.V. als Zusammenschluss aller am Naturschutz im Kreis Nordfriesland beteiligten Interessenvertreter gegründet. Dieser hat sich auch zum Ziel gesetzt, die Belange des FFH-Gebietes Ahrenviölfelder Westermoor zu thematisieren.

## FFH-Erhaltungsgegenstand

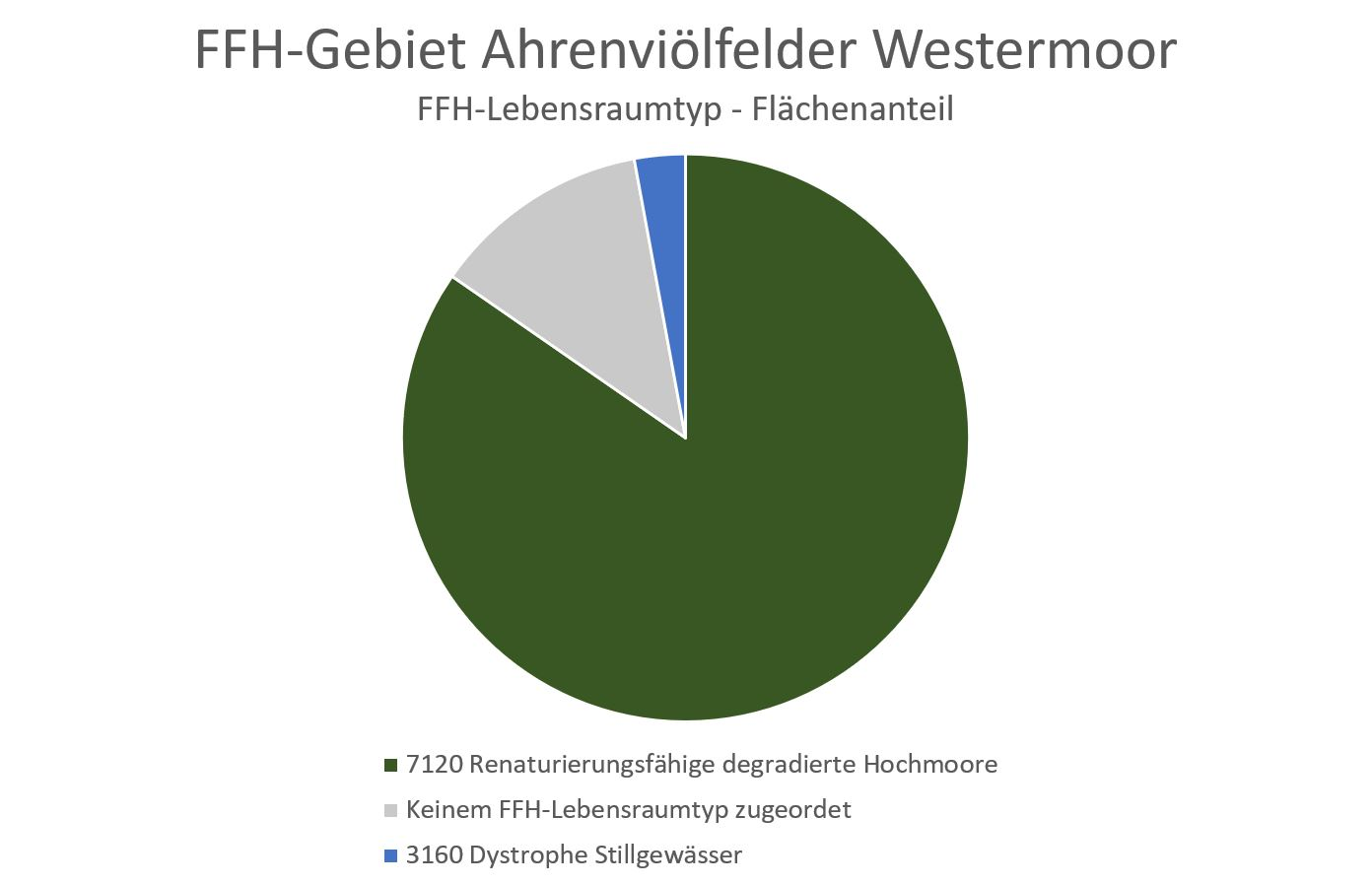
FFH-Lebensraumtypen

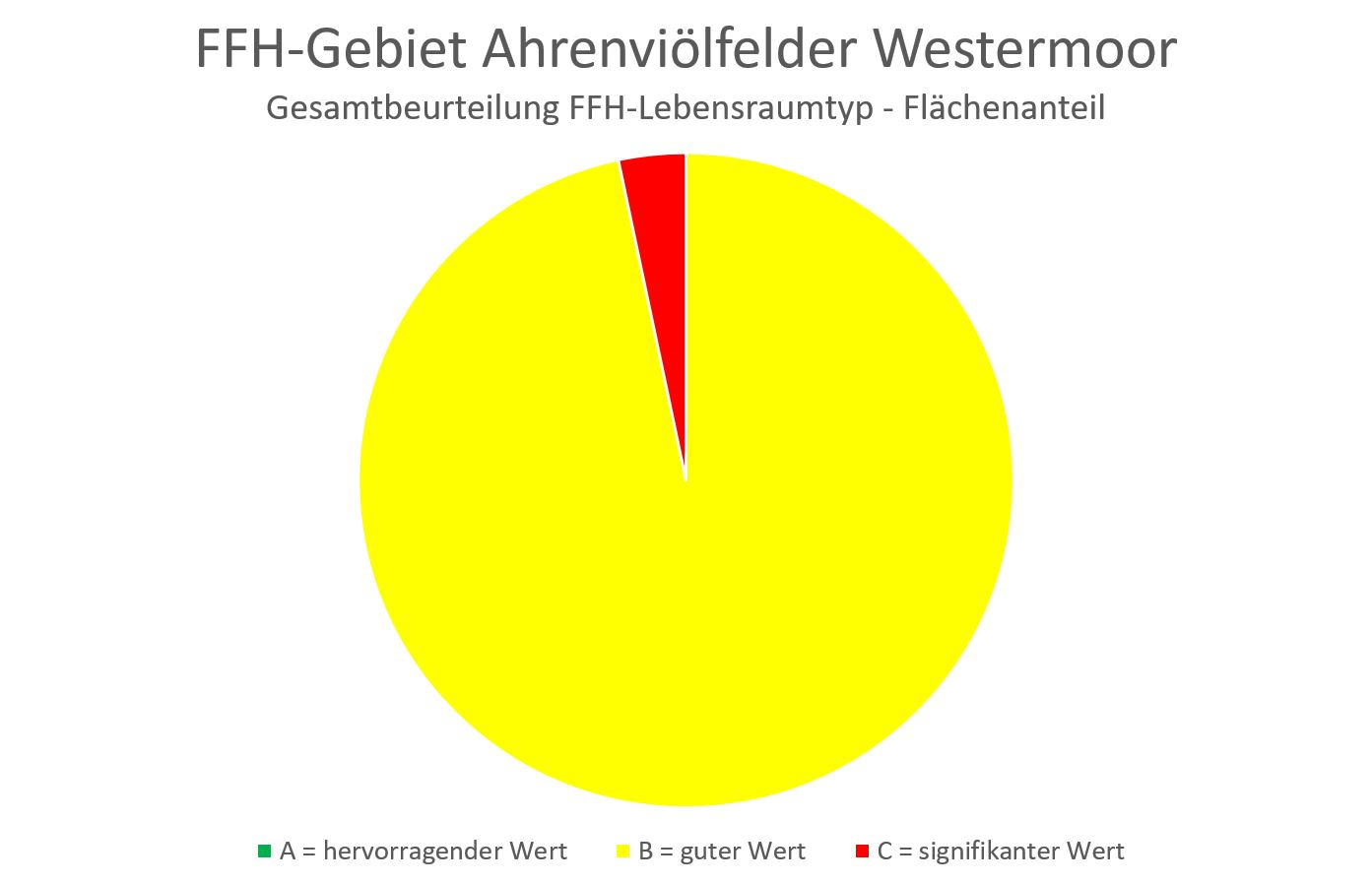
Gesamtbeurteilung der FFH-Lebensraumtypen

Laut EU-Standard-Datenbogen vom Juni 2014 sind folgende FFH-Lebensraumtypen und Arten für das Gesamtgebiet als FFH-Erhaltungsgegenstände mit den entsprechenden Beurteilungen zum Erhaltungszustand der Umweltbehörde der Europäischen Union gemeldet worden (Gebräuchliche Kurzbezeichnung (BfN)):
FFH-Lebensraumtypen nach Anhang I der EU-Richtlinie:
- 3160 Dystrophe Stillgewässer (Gesamtbeurteilung C)[15]
- 7120 Renaturierungsfähige degradierte Hochmoore (Gesamtbeurteilung B)[16]

Der FFH-Lebensraumtyp 7120 Renaturierungsfähige degradierte Hochmoore nimmt den überwiegenden Teil der Gebietsfläche ein. Die gute Note B in der Gesamtbeurteilung resultiert aus der ausgezeichneten Note A für die Repräsentativität. Der Erhaltungszustand wird nur mit C bewertet.

## FFH-Erhaltungsziele
Aus den oben aufgeführten FFH-Erhaltungsgegenständen werden als FFH-Erhaltungsziele von besonderer Bedeutung die Erhaltung folgender Lebensraumtypen und Arten im FFH-Gebiet vom Ministerium für Energiewende, Landwirtschaft, Umwelt und ländliche Räume des Landes Schleswig-Holstein erklärt:
- 3160 Dystrophe Stillgewässer
- 7120 Renaturierungsfähige degradierte Hochmoore

## FFH-Analyse und Bewertung

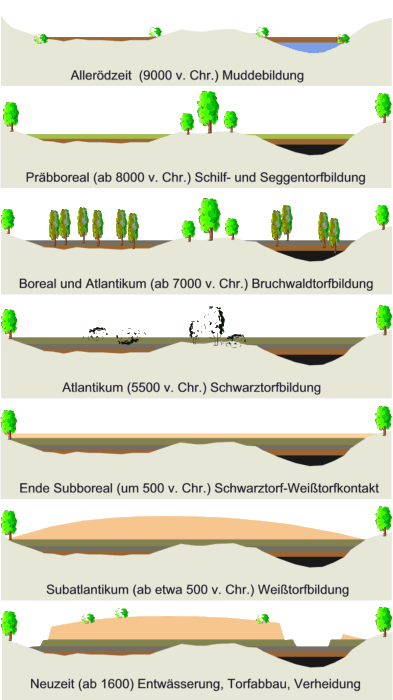
Hochmoorbildung

Idealzustand eines Hochmoores

Das Kapitel FFH-Analyse und Bewertung im Managementplan beschäftigt sich unter anderem mit den aktuellen Gegebenheiten des FFH-Gebietes und den Hindernissen bei der Erhaltung und Weiterentwicklung der FFH-Lebensraumtypen. Die Ergebnisse fließen in den FFH-Maßnahmenkatalog ein. Das FFH-Gebiet bietet beste Voraussetzungen für die Wiederherstellung eines Hochmoores. Hierfür wurde seit dem Ende des Torfabbaus in den 60er Jahren des vorigen Jahrhunderts der Grundstein gelegt. Durch die Entwässerung der umliegenden landwirtschaftlich genutzten Flächen wurde der Grundwasserspiegel auch im Moorgebiet immer weiter abgesenkt. Oberste Priorität wurde deshalb auf die Verbesserung des Wasserhaushaltes des Moores gelegt. Die Maßnahmen hatten zum Ziel, das nährstoffarme Regenwasser im Moor zu halten und den Zufluss von nährstoffreichem Wasser aus der Umgebung zu verhindern. Dazu wurden rund um das Gebiet Gräben ausgehoben, die das Wasser der Umgebung um das Moorgebiet herum leiten. Wasserabflüsse aus dem Moor wurden durch Verschluss der bestehenden Abflüsse und Anlage von Verwallungen verhindert. Für die Zukunft sollten Maßnahmen zur Anhebung des Grundwasserstandes der Umgebung zur Unterstützung der Wasserstände im Moor vorgesehen werden. Das FFH-Gebiet befindet sich zu über 80 % im Eigentum der Stiftung Naturschutz Schleswig-Holstein (Stand Mai 2011). Damit ist sichergestellt, dass dem für FFH-Gebiete bestehendem Verschlechterungsverbot genüge getan wird.

## FFH-Maßnahmenkatalog
Der FFH-Maßnahmenkatalog im Managementplan führt neben den bereits durchgeführten Maßnahmen geplante Maßnahmen zur Erhaltung und Entwicklung der FFH-Lebensraumtypen im FFH-Gebiet an. Konkrete Empfehlungen sind in einer Maßnahmenkarte beschrieben. Die vorgeschlagenen Entwicklungsmaßnahmen betreffen die Anlage weiterer Verschlüsse an den Gebietsgrenzen, sowie Verwallungen innerhalb und an der Gebietsgrenze. Durch den beabsichtigten Kauf der beiden Grünlandflächen im Süden des FFH-Gebietes können auch dort weitere Erdstaue angelegt werden. Eine ständige Pflegemaßnahme wird die Entfernung von Gehölzen sein, die zur unerwünschten Schattenbildung im Moor beitragen.

## FFH-Erfolgskontrolle und Monitoring der Maßnahmen
Eine FFH-Erfolgskontrolle und Monitoring der Maßnahmen findet in Schleswig-Holstein alle 6 Jahre statt. Der Managementplan wurde 2011 veröffentlicht. Somit wäre 2017 die nächste FFH-Erfolgskontrolle fällig gewesen. Mit Stand 3. Januar 2021 wurden noch keine Ergebnisse eines Folgemonitorings veröffentlicht.

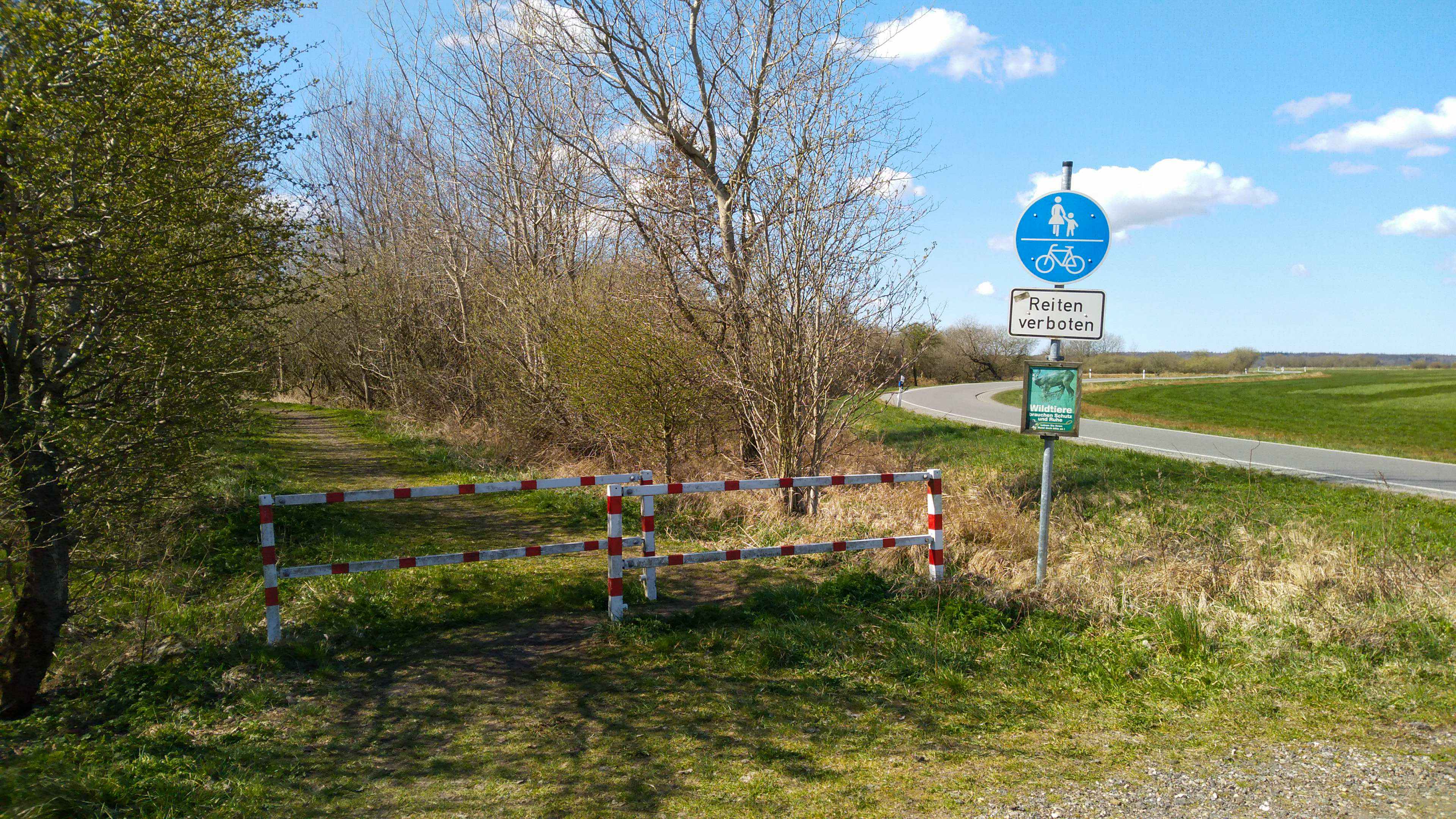
Parkplatz am Nordrand
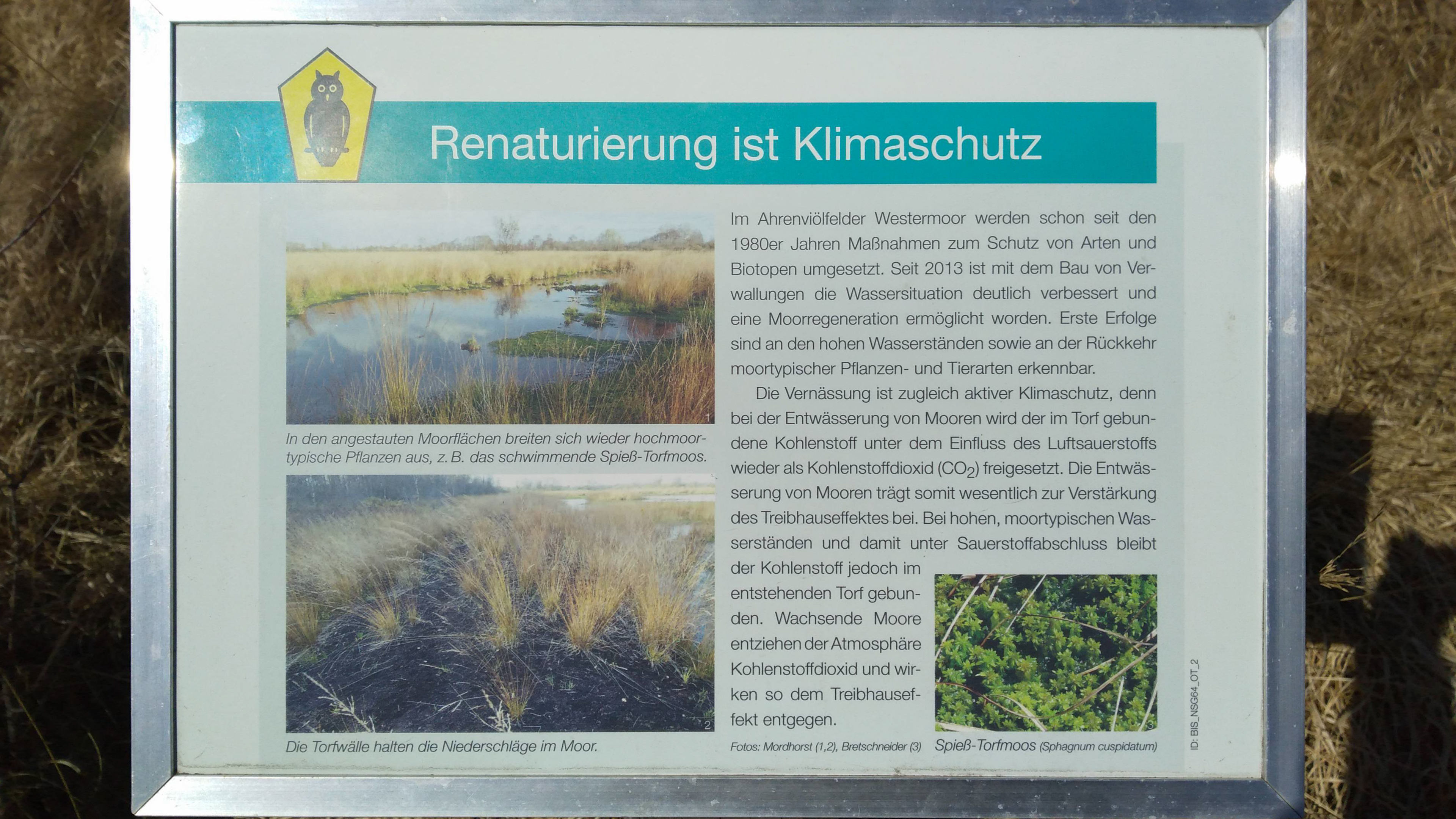
BIS-Tafel am Nordparkplatz zum Beitrag von Mooren zum Klimaschutz
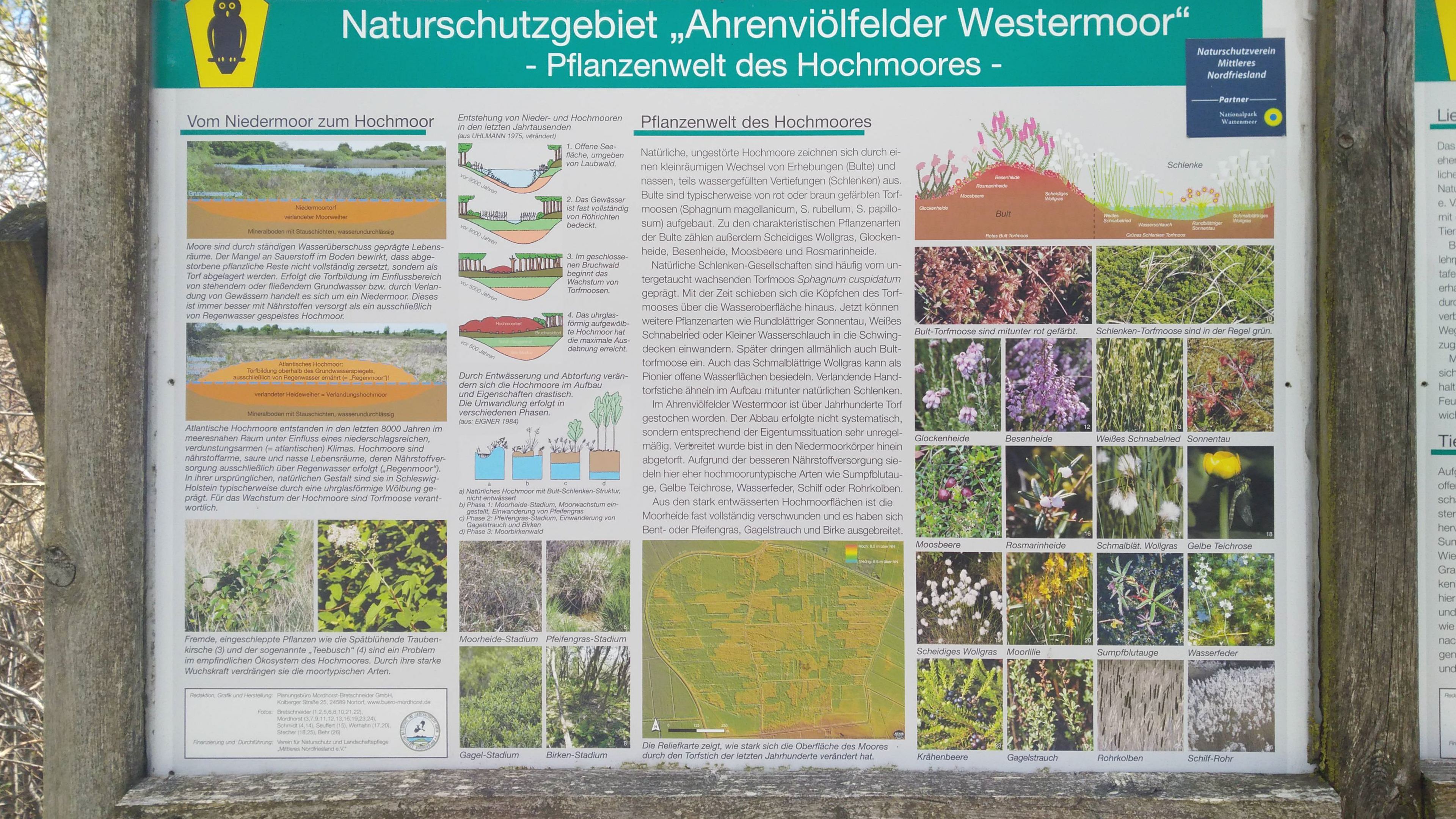
BIS-Tafel am Nordparkplatz zur Flora
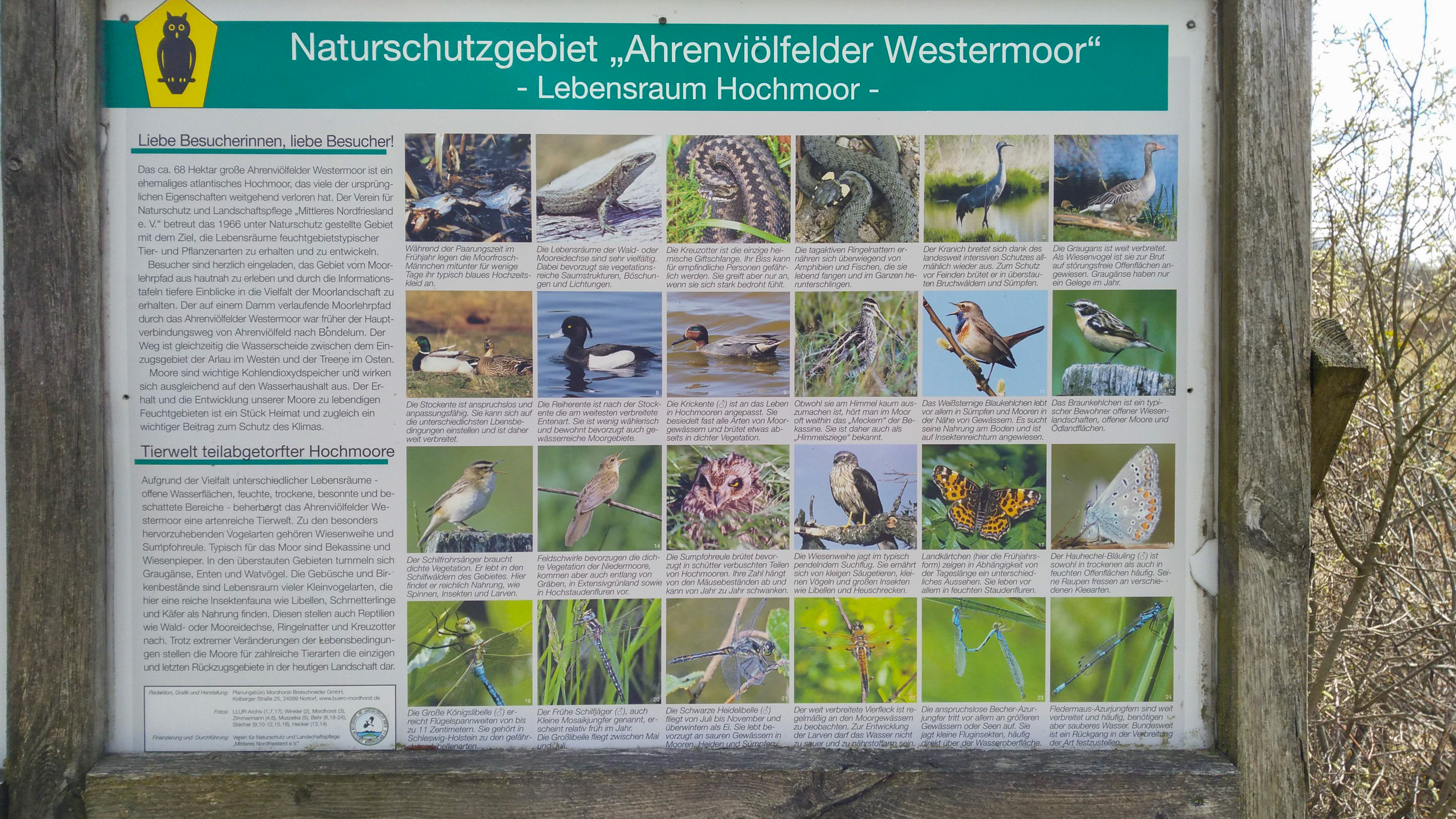
BIS-Tafel am Nordparkplatz zur Fauna
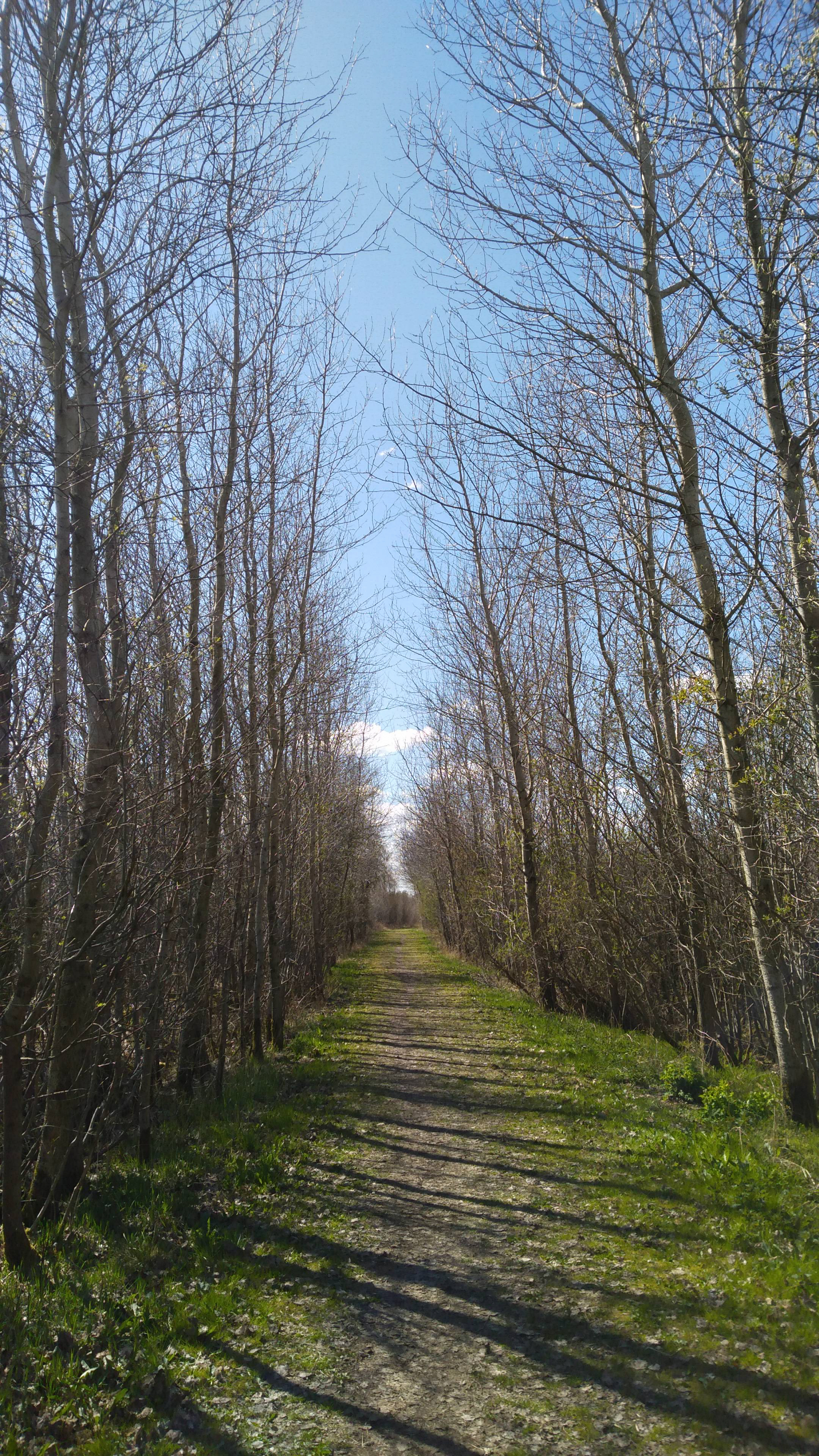
Moorweg von Nord nach Süd
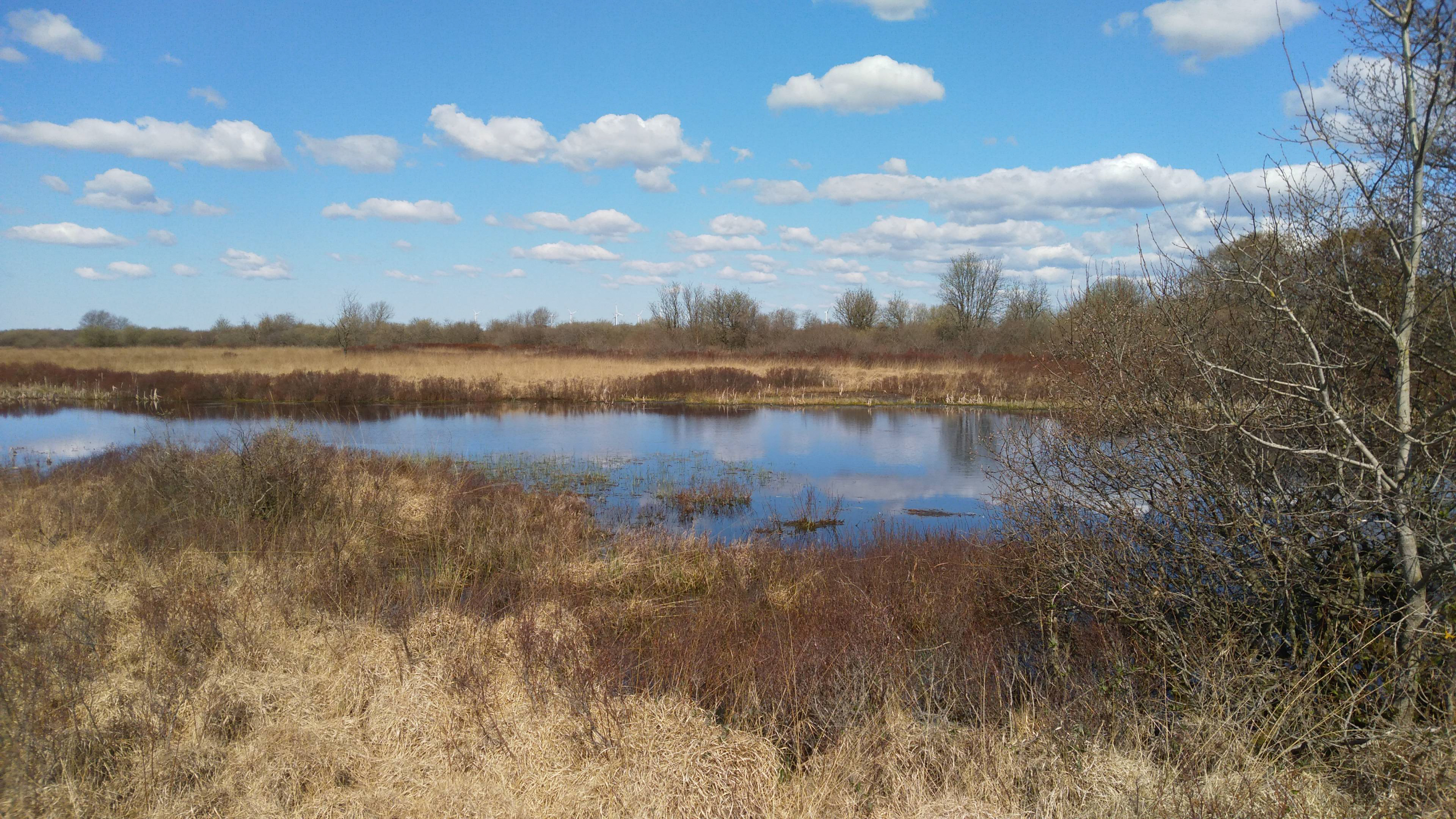
Mit Wasser gefüllter Torfstich
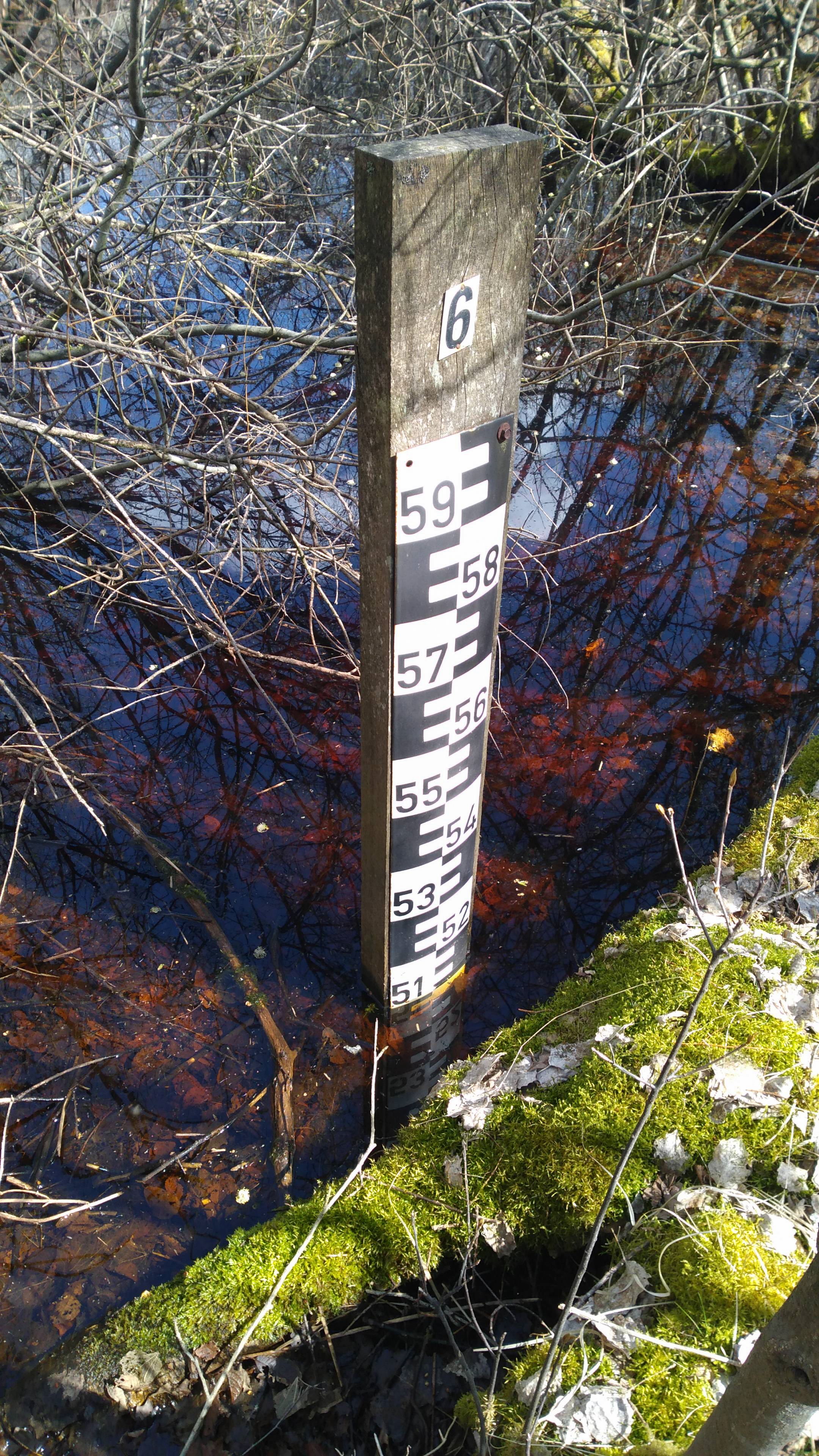
Pegel am Moorweg
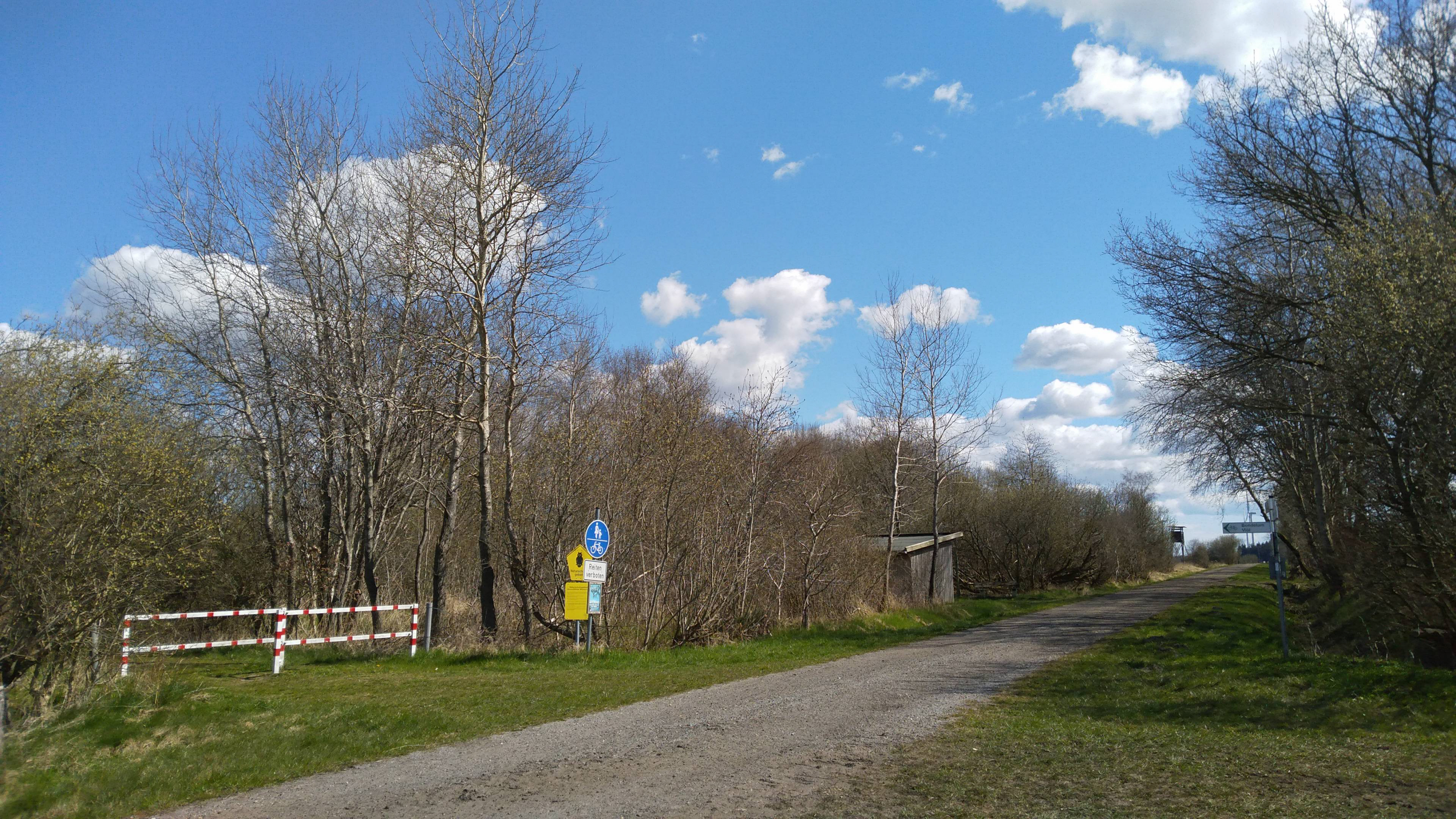
Südrand des FFH-Gebietes mit Rastplatz und Parkplatz
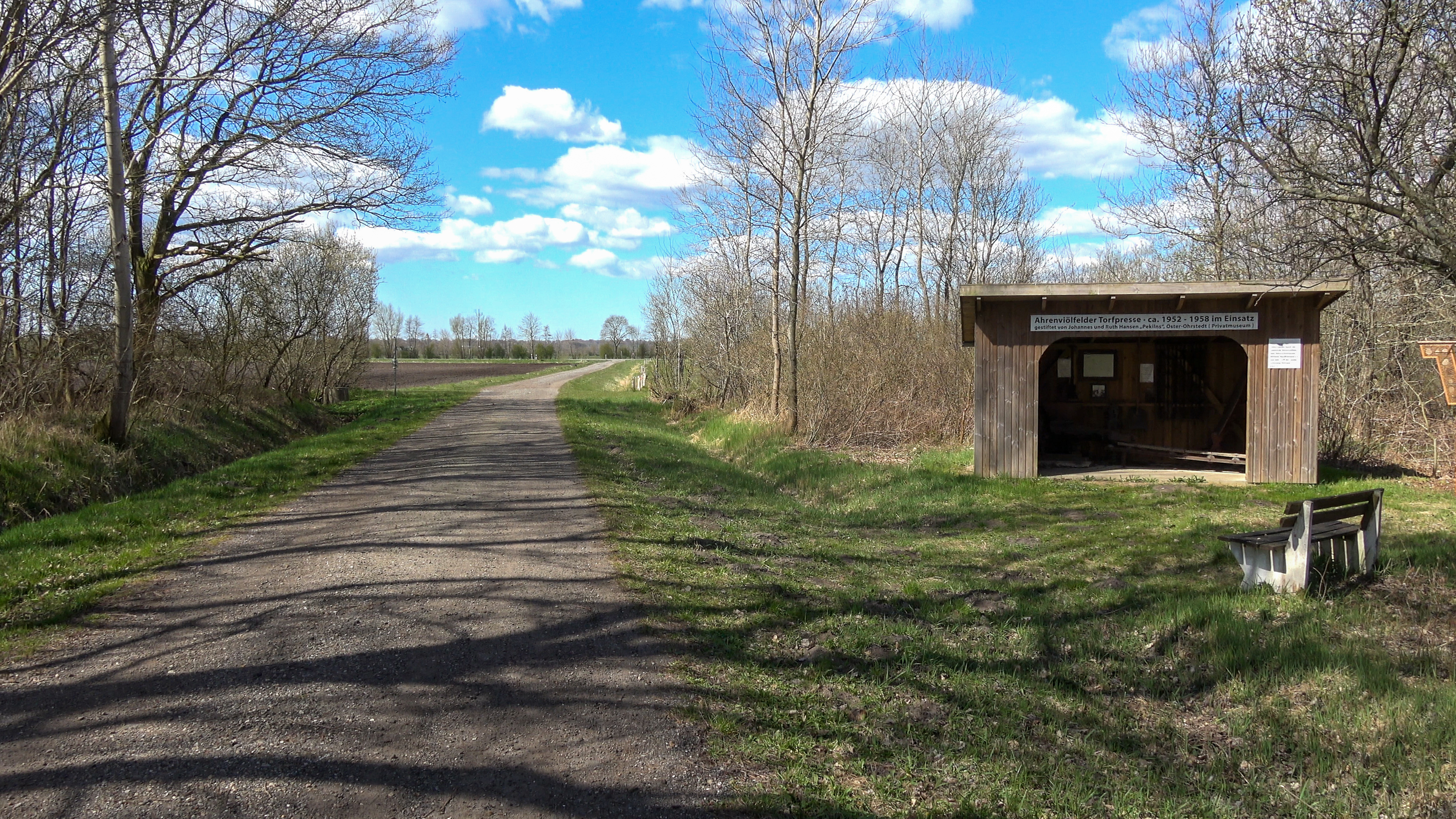
Rastplatz mit Moormuseum am Südrand
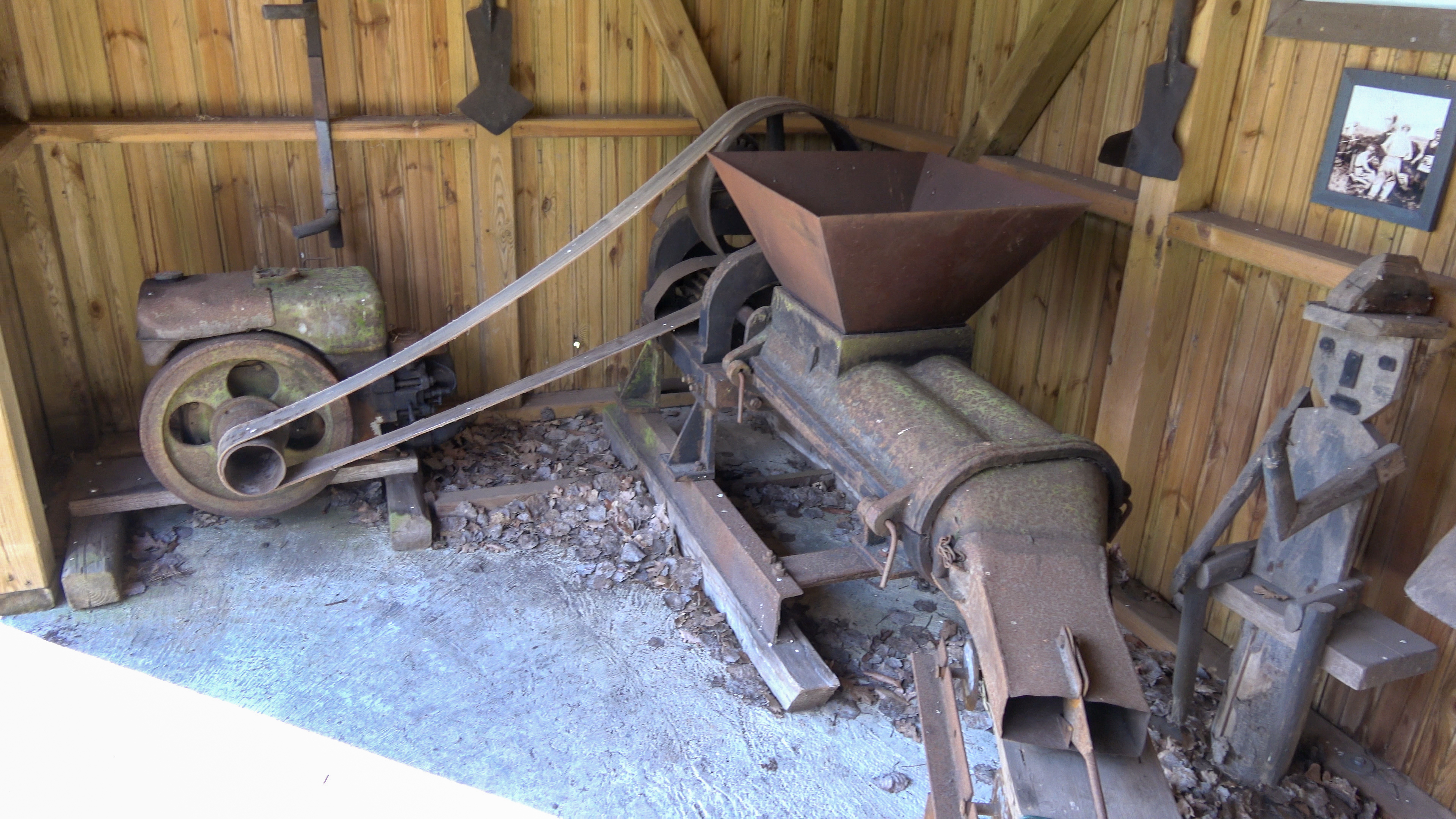
Motorpresse für Torfbriketts im Moormuseum
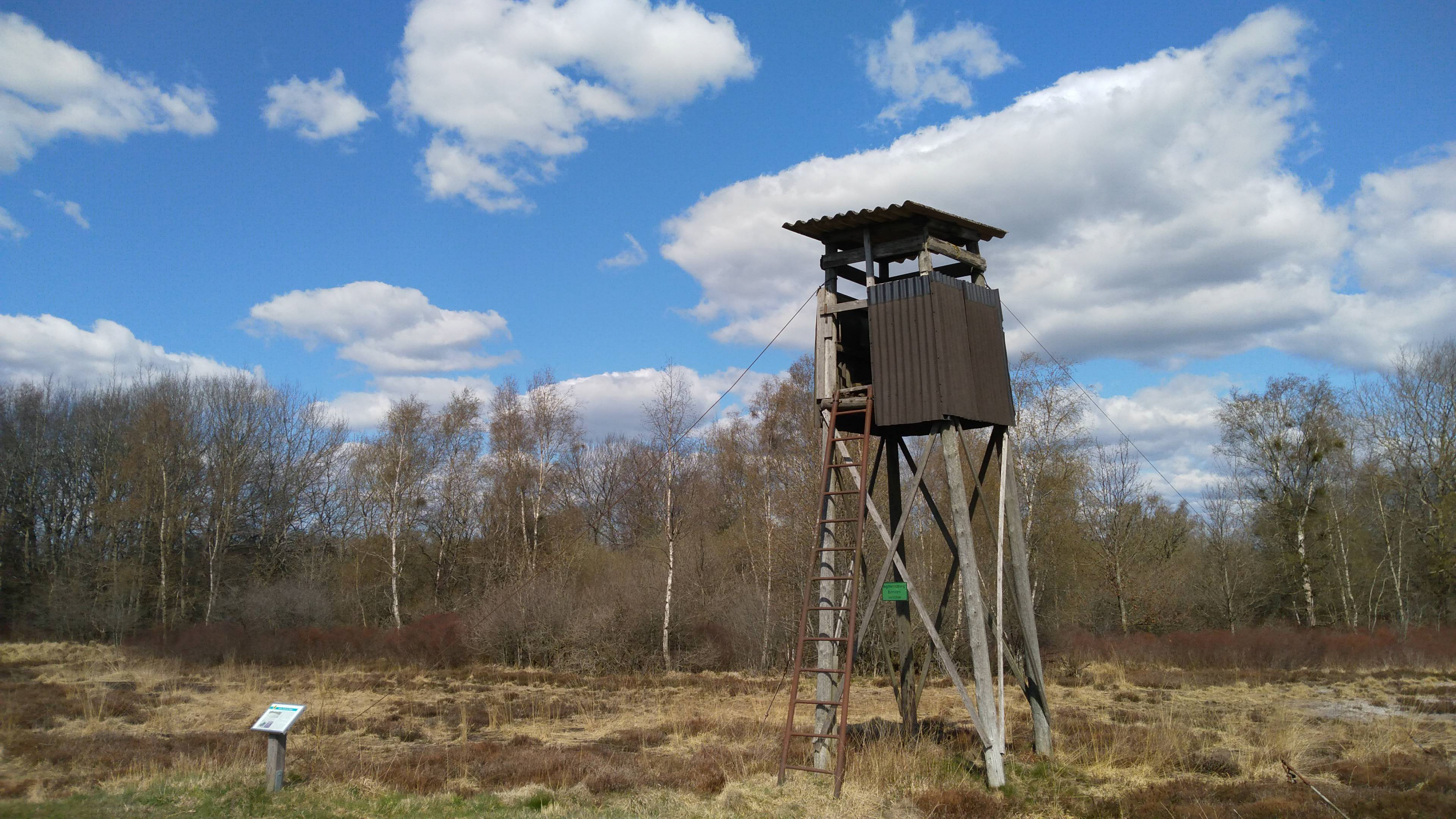
Hochsitz am Südrand
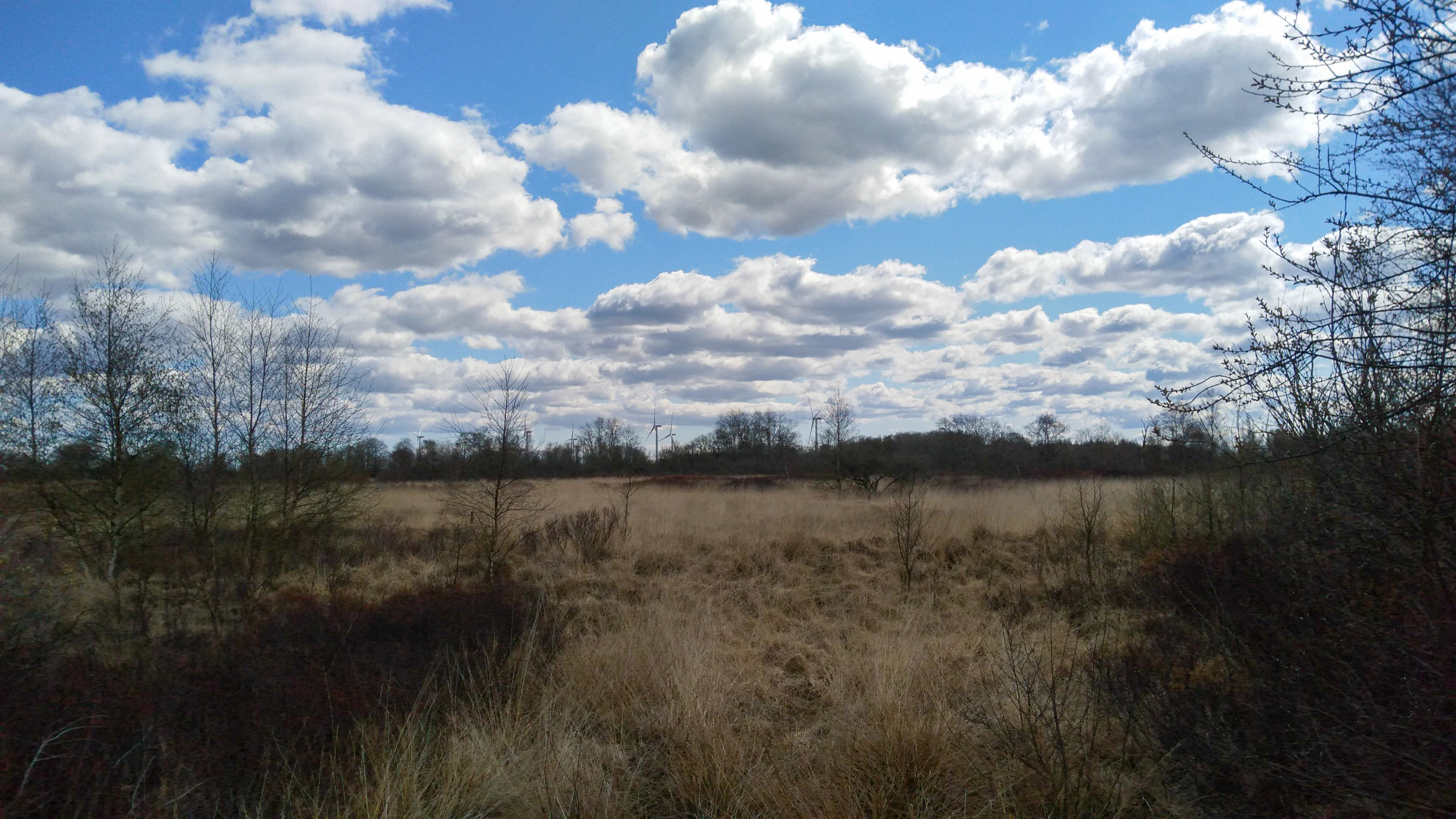
Ostteil des Moores